# Koeleria pubescens
Koeleria pubescens là một loài thực vật có hoa trong họ Hòa thảo. Loài này được (Lam.) P. Beauv. ex Coss. & Durieu mô tả khoa học đầu tiên năm 1854.